# Turn Back Time
A Turn Back Time című dal a dán-norvég Aqua együttes 6. kimásolt kislemeze, mely 1998. május 18-án jelent meg az MCA kiadónál.

## A dal összetétele
A "Turn Back Time" kevesebb "pop-bubblegum" hangzásvilággal rendelkezik, mint az Aqua korábbi dalai. A dal lassú ütemben mutatja be Lene Nystrøm Rasted énekének teljes spektrumát, de fenntartja az Auqa hangzást. A dal a Pet Shop Boys "Heart" című 1988-as sláger zenei alapjait használta fel.

## Megjelenések
A dal szerepelt a Sliding Doors című 1998-ban bemutatott filmben is, mely szintén ebben az évben jelent meg. Japánban a "Turn back Time" című dal a My Oh My című felvétellel közösen került kiadásra. A dal sokkal több rádiólejátszást kapott, mint korábbi dalaik.
A Gavin Report úgy nyilatkozott a dalról, hogy ideje a downtempót hátrahagyni. A dal az Aquarium album kiemelkedő darabja, mely tartalmazza azokat az elemeket, melyek szükségesek a dal csúcsra jutására. A dal a dán csoport sokoldalúságának lenyűgöző megjelenése.

## Sikerek
A kislemez a 3. Aqua dal volt az Egyesült Királyságban. A dal 1998. májusi megjelenésekor 1 hétig volt slágerlistás első helyezés, így az Aqua azon kevés együttesek egyike, kiknek első három kislemezük első helyezést érte el a brit listán. A dal a Billboard listán a 18. helyezett volt, valamint az amerikai Mainstream listán a 18. helyezést érte el.

## Videoklip
A videóklip a Sliding Doors című filmből mutat képkockákat, valamint az énekesnő a londoni metróban látható, melyet a Holborn metróállomáson forgattak.

## Számlista
| Egyesült Királyság - CD Single 1. "Turn Back Time" (Original Version) 4:08 2. "Turn Back Time" (Love To Infinity's Classic Radio Mix) 3:20 3. "Turn Back Time" (Metro Scuba Club Mix) 6:34 4. "Turn Back Time" (Master Mix) 5:13 5. "Turn Back Time" (Thunderball Mix) 6:59 - CD Single 1. "Turn Back Time" (original version) – 4:08 2. "Turn Back Time" (Metro Radio Edit) – 3:22 3. "Turn Back Time" (Love to Infinity's Classic Paradise Mix) – 7:29 4. "Turn Back Time" (CD-ROM video) Svédország - * CD Single 1. "Turn Back Time" (Original Version) 4:10 2. "Turn Back Time" (Love To Infinity's Classic Radio Mix) 3:17 3. "Turn Back Time" (Love To Infinity's Classic Paradise Mix) 7:25 | Dánia - * CD Single 1. "Turn Back Time" (Original Version) 4:10 2. "Turn Back Time" (Love To Infinity's Classic Radio Mix) 3:20 Svédország / Norvégia / Dánia - * CD Single 1. "Turn Back Time" (Album Version) 4:08 2. "Turn Back Time" (Classic Radio Mix) 3:21 Ausztrália - CD Single 1. "Turn Back Time" (Album Version) 4:09 2. "Turn Back Time" (Love To Infinity's Classic Radio Mix) 3:20 3. "Turn Back Time" (Love To Infinity's Classic Paradise Mix) 7:25 4. "Turn Back Time" (Metro Scuba Club Mix) 6:34 Japán - CD Single 1. "Turn Back Time" (Original Version) 4:09 2. "Turn Back Time" (Love To Infinity's Classic Radio Mix) 3:20 3. "My Oh My" (Radio Edit) 3:24 4. "My Oh My" (Spike, Clyde'N'Eightball Club Mix) 5:04 |

## Slágerlista
| Chart (1998)                                  | Peak position |
| --------------------------------------------- | ------------- |
| Ausztrália (ARIA)                             | 10            |
| Ausztria (Ö3 Austria Top 40)                  | 19            |
| Belgium (Ultratop 50 Flanders)                | 42            |
| Belgium (Ultratop 50 Wallonia)                | 14            |
| Kanada Top Singles (RPM)                      | 14            |
| Kanada Adult Contemporary (RPM)               | 41            |
| Dánia (IFPI)[forrás?]                         | 3             |
| Európa (Eurochart Hot 100)                    | 12            |
| Németország (Official German Charts)          | 42            |
| Magyarország (Mahasz)                         | 2             |
| Írország (IRMA)                               | 4             |
| Hollandia (Dutch Top 40)                      | 18            |
| Hollandia (Single Top 100)                    | 26            |
| Új-Zéland (Recorded Music NZ)                 | 2             |
| Skócia (Official Charts Company)              | 1             |
| Svédország (Sverigetopplistan)                | 4             |
| Svájc (Schweizer Hitparade)                   | 26            |
| Egyesült Királyság (Official Charts Company)  | 1             |
| Egyesült Államok Mainstream Top 40(Billboard) | 18            |

| Slágerlista (1998)                           | Helyezés |
| -------------------------------------------- | -------- |
| Ausztrália (ARIA)                            | 50       |
| Belgium (Ultratop 50 Wallonia)               | 90       |
| Kanada Canada Top Singles (RPM)              | 76       |
| Új-Zéland (Recorded Music NZ)                | 39       |
| Svédország (Sverigetopplistan)               | 95       |
| Egyesült Királyság (Official Charts Company) | 68       |

## Minősítések
| Ország                   | Minősítés | Eladások |
| ------------------------ | --------- | -------- |
| Ausztrália (ARIA)        | arany     | 35.000   |
| Új-Zéland (RMNZ)         | arany     | 5.000    |
| Svédország (GLF)         | arany     | 15.000   |
| Egyesült Királyság (BPI) | ezüst     | 200.000  |